# Loco por ti (Chile)
Loco por ti es una serie de televisión chilena, adaptación de la serie estadounidense Mad About You. Protagonizada por Francisca Imboden y Bastián Bodenhofer, mostraba la vida de una pareja moderna, que no tiene hijos. Fue producida por Roos Film y transmitida por Televisión Nacional de Chile en 2004.

## Argumento
Loco por ti es una coproducción de Televisión Nacional de Chile, Roos Film y la cadena norteamericana Sony Pictures (dueña de la idea original), que retrata la vida de una pareja de jóvenes treintañeros recién casados, que fue protagonizada por Francisca Imboden y Bastián Bodenhöfer, quienes estuvieron acompañados también por Paola Volpato e Iñigo Urrutia.
En los 26 capítulos que duró la serie, Fran (Imboden), y Paulo (Bodenhöfer), se esforzaban por sacar adelante su matrimonio, pese a las peleas, las dificultades de comunicación, y la búsqueda del placer sexual, y esos terceros que no siempre son bienvenidos.

## Elenco
- Francisca Imboden como Francisca "Fran" Ovalle.
- Bastián Bodenhofer como Paulo Selman.
- Paola Volpato como Lisa Ovalle.
- Íñigo Urrutia como José "Pepe".
- Magdalena Max-Neef como Teresa.
- Gabriel Prieto como Marco.

### Participaciones especiales
- Esperanza Silva como Pía.
- Hugo Medina como Alberto Selman.
- Grimanesa Jiménez como Silvia.
- Alex Zisis como Javier Echeverría.
- Luz Croxatto como Blanca.
- Paula Zúñiga como Leticia.
- Arturo Ruiz-Tagle como Germán.
- Hotuiti Teao como Ricardo Flores.
- Francisca Opazo como Daniela.
- Jorge Gajardo como Guardia.
- Antonio Skármeta como Él mismo.
- Álvaro Rudolphy como El mismo.
- Juan Cristóbal Guarello

## Adaptaciones en otros países
- Loco por ti (Estados Unidos 2019)
- En China se realizó una versión local en 2016 titulada Xin Hun Gong Yu por la cadena de televisión Dragon Television.
- En Argentina se realizó una versión local en 2016 titulada Loco por vos con las actuaciones de Julieta Zylberberg y Juan Minujín.
- Loco por vos (Colombia 2020)